# André Denys
Pour les articles homonymes, voir Denys.
André C. Denys, né le 6 janvier 1948 à Gistel, mort le 13 mai 2013 à Gand, est un homme politique belge flamand, membre de l’OpenVLD.
Il fut industriel-fondé de pouvoirs; il eut une tannerie à Zulte.
Le 26 novembre 2004, il devient gouverneur de la province de Flandre-Orientale.
Il quitte cette fonction le 31 janvier 2013.

## Distinctions
- 1995 : Officier de l'Ordre de Léopold
- 2004 : Commandeur de l'Ordre de Léopold
- 2006 : Commandeur de l'Ordre d'Orange-Nassau

## Carrière politique
- 1977-2004 : Conseiller communal de Zulte
- 2001-2004 : Membre du conseil de police de Zulte
- 1981-1995 : député fédéral belge
  - membre du Conseil flamand
- 1995-2004 : député flamand

## Publications d’André Denys
- (nl) André Denys, Mijn Ronde. Het bestuurlijk reisverhaal van gouverneur André Denys, Gand, Uitgeverij Snoeck, 2008, 592 p. (ISBN 9789053497258)